# A Lady in Love
A Lady in Love er en amerikansk stumfilm fra 1920 af Walter Edwards.

## Medvirkende
- Ethel Clayton som Barbara Martin
- Harrison Ford som Brent
- Boyd Irwin som Barton Sedgewick
- Clarence Geldart som George Sedgewick
- Elsa Lorimer som Clara Sedgewick
- Ernest Joy som Gilbert Rhodes
- Ernee Goodleigh som Anna
- Frances Raymond som Mrs. Sedgewick